# Guilherme

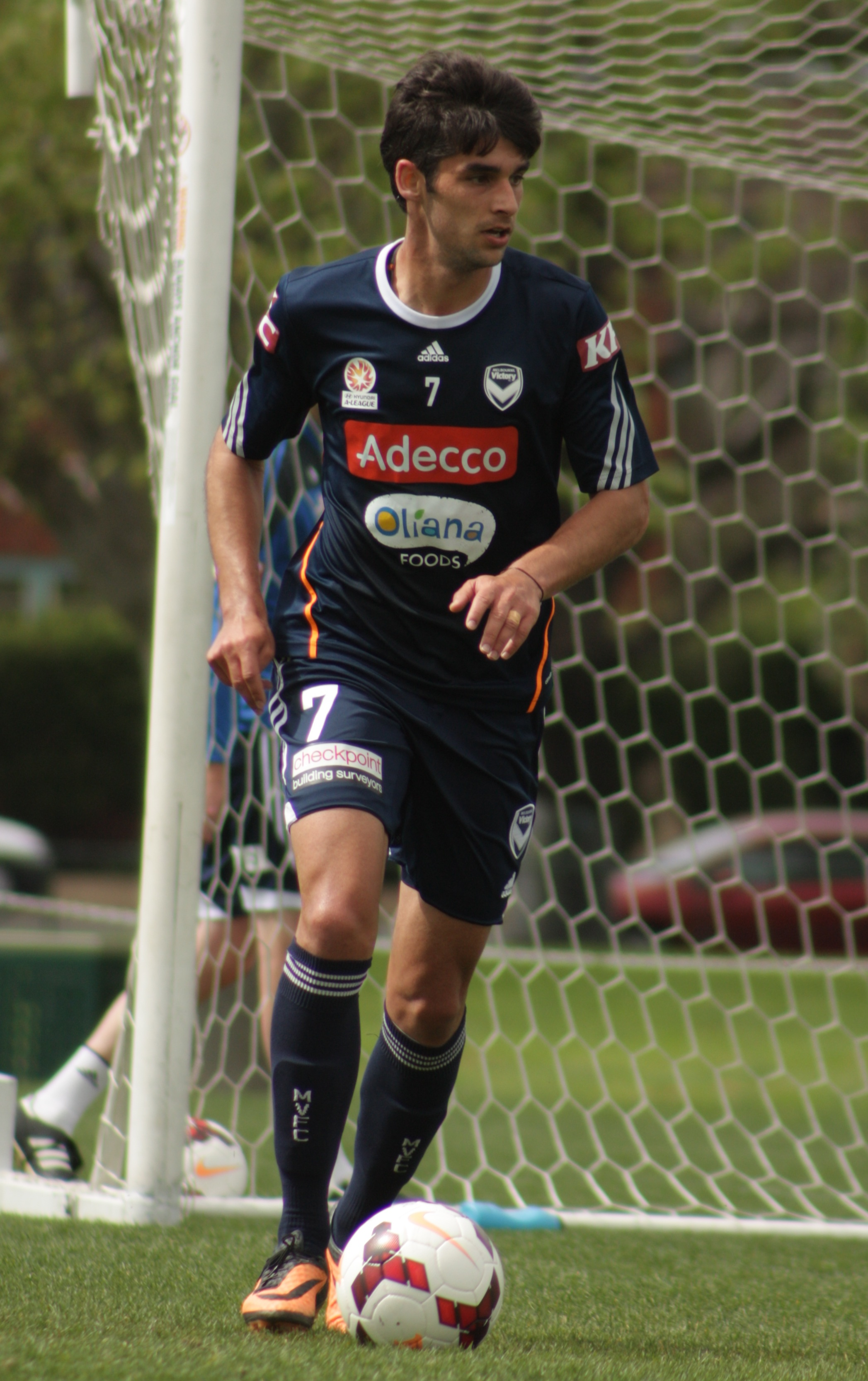
Guilherme Finkler, 2013.

Guilherme är den portugisiska motsvarigheten till det manliga förnamnet Vilhelm. En vanlig kortform för namnet är Gui.

## Personer med namnet Guilherme
- Guilherme A.M.Lopes, brasiliansk entomolog och iktyolog
- Gui Boratto, brasiliansk DJ och technoproducent
- Guilherme de Cássio Alves, brasiliansk före detta fotbollsspelare
- Guilherme Finkler, brasiliansk fotbollsspelare